# Ранг (теорія графів)
Ранг неорієнтованого графа має два не пов'язані між собою визначення. Нехай n дорівнює числу вершин графа.
- У термінах теорії матриць ранг r неорієнтованого графа визначається як ранг його матриці суміжності.

Аналогічно, дефект графа визначається як дефект ядра його матриці суміжності, що дорівнює n − r.
- У термінах теорії матроїдів графів ранг неорієнтованого графа визначається як число n − c, де c — число компонент зв'язності графа[1]. Еквівалентно, ранг графа — це ранг асоційованої з ним орієнтованої матриці інцидентності[2].

Аналогічно, дефект графа — це дефект ядра орієнтованої матриці інцидентності, що задається формулою m − n + c, де n та c визначено вище, а m — число ребер графа. Дефект дорівнює першому числу Бетті графа. Сума рангу та дефекту дає число ребер.